# Evolutionary Phonology
L'Evolutionary Phonology è un approccio alla fonologia e alla linguistica storica, basato sull'idea che pattern ricorrenti di mutamento di suono, se non sono ereditati dalla lingua madre, sono il risultato di mutamenti di suono ricorrenti, mentre pattern rari sono il prodotto di mutamenti rari o di una combinazione di mutamenti indipendenti.